# دنيا 2 (مسلسل)
دنيا 2015، مسلسل سوري عرض في رمضان 2015 وهو الجزء الثاني من مسلسل دنيا الذي عرض الجزء الأول منه قبل 15 عاما. وهو من إخراج زهير قنوع وبطولة أمل عرفة وشكران مرتجى.

## قصة المسلسل
تدور الأحداث حول دنيا أسعد سعيد (أمل عرفة) التي تعود مجدداً بعد 15 عام من الموسم الأول عام 1999. تظهر بأن دنيا تنزح من قريتها هي وطرفة (شكران مرتجى) إلى دمشق كي تعمل دنيا خادمة وطرفه طباخة.

## أبطال العمل
- أمل عرفة
- شكران مرتجى
- تولين البكري
- أيمن رضا

### ضيوف الشرف
- ديمة قندلفت
- غادة بشور
- أنطوانيت نجيب
- أحمد خليفة
- صباح الجزائري
- لينا حوارنة
- منى واصف
- سليم صبري
- زهير رمضان
- أندريه سكاف
- رواد عليو
- جانيار حسن
- أمال سعد الدين
- جيني إسبر
- أمانة والي
- ميلاد يوسف
- وفاء الموصللي
- ليليا الأطرش
- لجين إسماعيل
- محمد قنوع
- عبد المنعم عمايري
- سيف الدين سبيعي
- ندين تحسين بيك
- خليل حداد
- حسام الشاه
- طلال مارديني
- بسام دكاك
- براء الزعيم
- يزن السيد
- رنا العضم
- إيمان عبد العزيز
- علا بدر
- ميار النوري
- راما الراشد
- جيانا عيد
- ولاء عزام
- نزار أبو حجر
- معتصم النهار
- همام رضا